# 律可
律可（日语：／ Rikka），是Holostars所属的一位日語虚拟主播，於2019年10月20日出道。

## 人物概述
律可是Holostars 1期生的成員。外觀設定為機器人，角色設定是一位作為高性能機器人的他，喜歡學習新事物，並且不斷從網路以及資料庫中收集和更新資訊。也因為對人類有興趣，所以想透過直播和大家相處。
律可的角色設計者為。
直播內容以遊戲、歌唱與雜談為主。對粉絲的稱呼為「調りつ師」。

## 活動歷史
2019年9月8日，律可於YouTube上正式出道。
2020年6月21日，公布3D模型並进行直播。
2021年1月3日，正月服裝發布。
2022年11月27日，秋冬服裝發布。
2024年6月15日，宣布自己將接受聲帶手術，故宣布休息2個月

## 參與活動

### holostar 全體直播
- Holostars 2nd ACT「GREAT VOYAGE to UNIVERSE!!」（日语：Holostars 2nd ACT「GREAT VOYAGE to UNIVERSE!!」）（2022年10月20日）[9][10]
- HOLOSTARS 5th Anniversary Live -Movin’ On!-（日语：HOLOSTARS 5th Anniversary Live -Movin’ On!-）（2023年6月8日）[11][12]

## 音樂作品

### HOLOSTARS
|      | 發布日期     | 樂曲名稱       | 數位媒體規格產品編號 | 備註   |
| ---- | ------------ | -------------- | -------------------- | ------ |
| 單曲 |              |                |                      |        |
| 1    | 2022年8月1日 | Re:Hello world | CVRD-185             | [ 13 ] |

### 参加作品
|      | 發布日期       | 樂曲名稱 | 數位媒體規格產品編號 | 其他參與成員                               | 備註   |
| ---- | -------------- | -------- | -------------------- | ------------------------------------------ | ------ |
| 單曲 |                |          |                      |                                            |        |
| 1    | 2021年12月01日 |          | CVRD-093             | 阿爾蘭蒂斯、夕刻羅貝爾、影山紫炎、荒咬皇牙 | [ 18 ] |

## 外部連結
- 律可在holostarts的官方主頁 （日語）
- YouTube上的Rikka ch.律可頻道（日語）
- 律可的X（前Twitter）